# Albert Clarysse

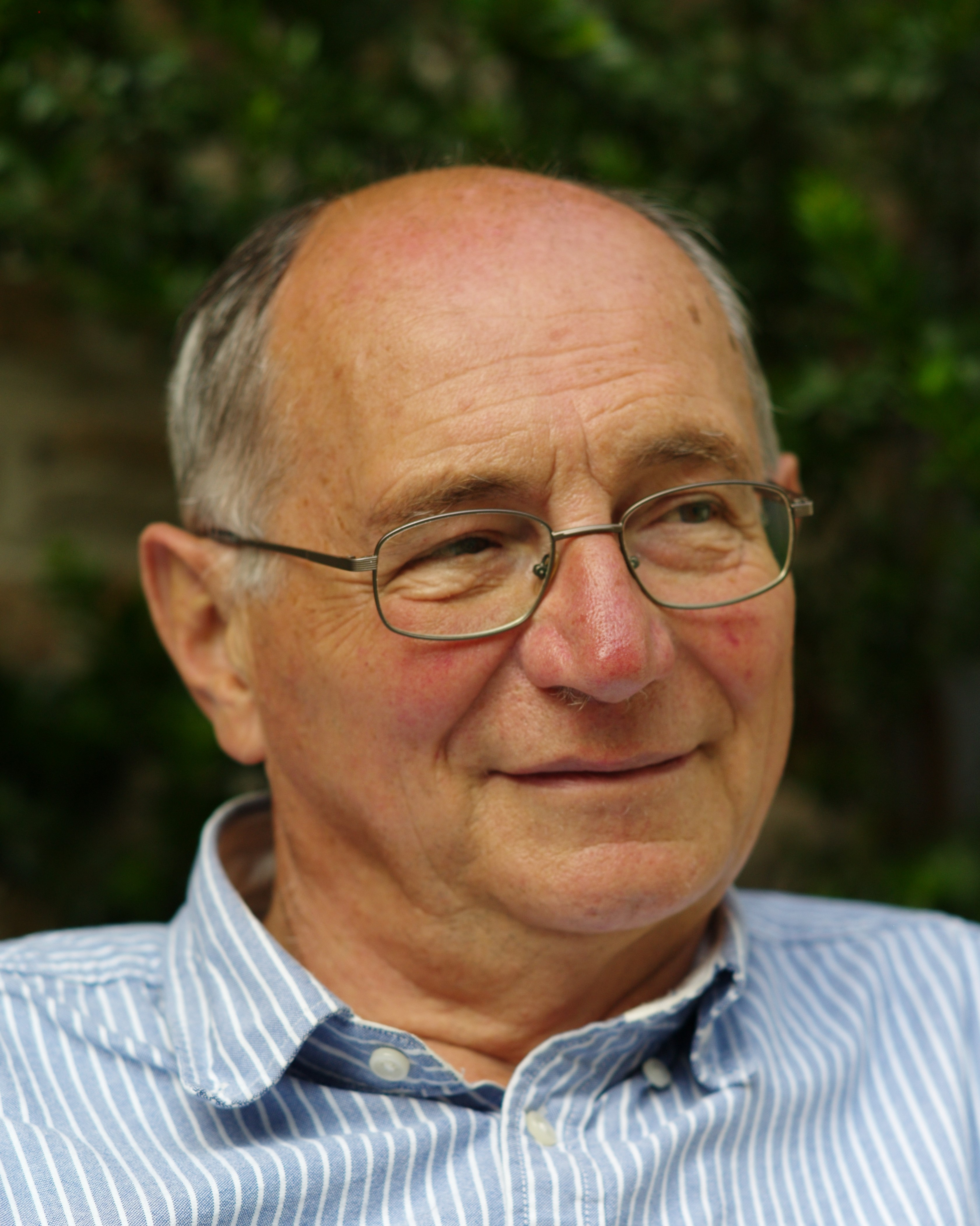

Albert Clarysse (Izegem, 13 juli 1936) is een Belgische kankerspecialist. Hij is een van de pioniers van de medische oncologie in België.

## Studies
Clarysse liep lagere en middelbare school in het Sint-Jozefscollege in Izegem (1942-1955). Hij promoveerde met grote onderscheiding in 1962 tot doctor in de geneeskunde aan de Katholieke Universiteit Leuven. Hij  specialiseerde (1961-1968) achtereenvolgens in inwendige ziekten en hematologie aan de Universiteiten van  Manitoba (Winnipeg), Wisconsin (Madison), Minnesota (Minneapolis) en Utah (Salt Lake City). In 1968 begon hij een opleiding in medische oncologie aan het Institut de Cancérologie et d'Immunogénétique in Villejuif (Frankrijk). Hij verwierf het Certificat de Cancérologie Experimentale aan de Universiteit van Parijs. Van 1969-1971 werkte hij als Research Associate in het Ontario Cancer Institute - Princess Margareth Hospital in Toronto, Canada. Ondertussen slaagde hij in het theoretisch en het praktisch examen van de American Board of Internal Medicine. Hij werd Fellow of the American College of Physicians (FACP).

## Medische praktijk
In 1971 werd Clarysse benoemd tot Assistant Professor of Medical Oncology aan de University of Utah Medical School in Salt Lake City. In 1974 keerde hij naar België terug en stichtte de Dienst Medische Oncologie in het AZ St.-Jan in Brugge (1974-2001).
Zijn Amerikaanse opvattingen botsten algauw met die van de directie. Omdat zijn specialiteit nog niet bestond stichtte hij in 1977 de Belgian Society of Medical Oncology (BSMO). Gefrustreerd over de toestand in dit land schreef hij een pleidooi voor een nieuw kankerbeleid (1981). Verder gaf hij tal van voordrachten en schreef hij talrijke artikels voor geneesheren en leken om kanker bespreekbaar te maken, om de resultaten van de kankerbehandeling bekend te maken en te waarschuwen tegen de gevaren van alternatieve geneeswijzen die welig tierden. Omwille van deze activiteiten kwam hij in conflict met de Orde der Geneesheren van West-Vlaanderen. Al vlug zag Clarysse zijn consultatie vol lopen met kankerpatiënten die van over gans het Vlaamse land kwamen. Daarom zag hij zich genoodzaakt vanaf 1992 enkel nog vrouwen met borstkanker te behandelen. Zijn borstkankerteam behoorde tot de meest gerenommeerde in het land. Zijn ervaring met borstkanker pende hij neer in twee tekstboeken.
Op pensioen in 2001 (AZ St.-Jan) en in 2006 (privaatpraktijk) ging zijn interesse naar allerlei niet-geneeskundige onderwerpen. Dit resulteerde in een ganse reeks voordrachten voor een gevarieerd publiek. In 2018 publiceerde hij ongecensureerd zijn memoires. Tijdens de corona-lockdown zette hij zijn powerpoint-presentaties om in YouYube-video's. Die behandelen een reeks Brugse onderwerpen: o.m. de architectuurgeschiedenis, de teloorgang van het religieus patrimonium, de Sint-Walburgakerk en haar architect Pieter Huyssens, het begraven in Brugge, Pierre-Jacques Scourion, devoties tijdens de pestepidemieën ...

## Andere medische activiteiten
- Gewezen Stichtend Voorzitter van de  Belgian Society of Medical Oncology (BSMO)
- Verder was hij lid van allerlei geneeskundige verenigingen in verband met kanker in België, Europa en de VS.
- Docent: Sint-Jansschool voor Verpleegkunde 1986 - 1991